# X-COM: Enforcer
X-COM: Enforcer é um jogo eletrônico, quinto jogo da série X-COM, porém ocorre em uma linha de tempo separado dos quatro primeiros jogos da série. Este jogo foi apresentado como tiro em terceira pessoa, mas não contém elementos de jogo de estratégia, diferentemente dos jogos anteriores. Foi afirmado pelo site IGN que o jogo trata-se puramente de "ação quase sem parar", dando a ele uma pontuação de 8/10.